# Бели Вит
Бели Вит е река в Северна България, област Ловеч – община Тетевен, дясна съставяща на река Вит. Дължината ѝ е 36 km. Река Бели Вит е официално приета за начало на река Вит.
Река Бели Вит извира от западното подножие на връх Юмрука (1819 m), разположен на границата между Златишко-Тетевенската и Троянската планини, на 1595 m н.в. под името Стара Рибарица. До село Рибарица тече на север в дълбока, стръмна (наклон до 200‰) и залесена долина и след като приеме отдясно притока си река Дебелщица приема името Бели Вит. След това реката се насочва на северозапад, като долината ѝ се разширява и се появяват обработваеми земи. Преминава през град Тетевен, където долината ѝ още се разширява, наклонът ѝ намалява (около 10‰) и в кв. „Полатен“ на гр. Тетевен, на 367 m н.в. се слива с идващата отляво река Черни Вит и двете дават началото на река Вит.
Площта на водосборния басейн на Бели Вит е 359 km2, което представлява 11,1% от водосборния басейн на река Вит.
Притоци – → ляв приток, ← десен приток:
- → Кривия дол
- ← Зедски дол
- ← Дебелщица
- → Заводна река
- → Костина река (лобното място на Георги Бенковски)
- → Брезовска река
- ← Васильовска река
- → Павети дол

По течението на реката са разположени град Тетевен със своите квартали и село Рибарица, разпростряло се на повече от 10 km по бреговете на реката и нейните притоци Заводна, Костина и Брезовска.
Водите на реката се използват за водоснабдяване и добив на електроенергия – ВЕЦ „Бели Вит“.
Долината на реката и нейният водосборен басейн е едно от малкото в България все още незасегнати от стопанската дейност на хората места и предлага чудесни условия за отдих, туризъм, риболов и планински спортове. В горното течение на реката живее балканската пъстърва, а по надолу има мряна, пласкач, кленче, скобар.
На протежение от 26,8 km, от устието на река Дебелщица до кв. „Полатен“ (устието на Бели Вит) по долината на реката преминава Републикански път III-358 от Държавната пътна мрежа Троян – Тетевен – Ябланица.

## Топографска карта
- Лист от карта K-35-37. Мащаб: 1 : 100 000.